# Stazione meteorologica di Capo Palinuro
La stazione meteorologica di Capo Palinuro è la stazione meteorologica di riferimento per il Servizio Meteorologico dell'Aeronautica Militare e per l'Organizzazione Mondiale della Meteorologia, relativa alla località di Palinuro e alla corrispondente fascia costiera del Cilento.

## Storia
La storia della stazione meteorologica di Capo Palinuro è legata a quella del Regio Semaforo, la cui esistenza è accertata fin dal 1838 presso la Torre Saracena, antica struttura di avvistamento costiero che venne demolita dopo il 1885 per permettere la costruzione del più funzionale impianto semaforico, entrato in funzione a partire dal 1890, nel luogo in cui precedentemente sorgeva la storica torre costiera di avvistamento.
L'attuale osservatorio meteorologico ha sede presso il semaforo tardo-ottocentesco, il cui corpo di fabbrica culmina presso la parte centrale con una caratteristica torre a sezione ottagonale.
La stazione meteorologica iniziò la sua attività a partire dal 18 novembre 1935, come documentato da un'iscrizione posta su una pietra; i primi dati archiviati, tuttavia, risalgono al 1º settembre 1936.
Tra il 1936 e il 1943 veniva svolta anche attività di rilevamento dei venti in quota alle varie altezze, grazie al lancio di specifici palloni-sonda Pilot.
Tra il 2 settembre 1943 e i primi mesi del 1944, la stazione meteorologica cessò di svolgere tutte le attività a causa degli eventi bellici.
Nel 1978 furono eseguiti lavori di ristrutturazione ed ammodernamento del complesso del Regio Semaforo che ospitava l'osservatorio meteorologico.
Dal 1997, la trasmissione dei dati raccolti dalla stazione meteorologica avviene per via telematica.

## Caratteristiche

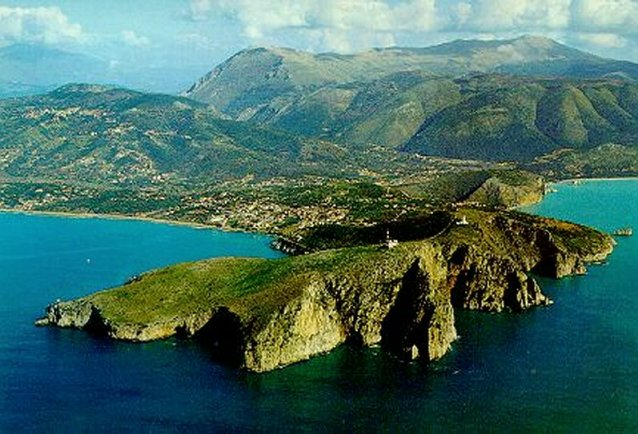
Veduta aerea dell'area di ubicazione della stazione meteorologica

La stazione meteorologica è annoverata tra i teleposti costieri del Servizio Meteorologico dell'Aeronautica Militare.
Si trova nell'Italia meridionale, in provincia di Salerno, nel comune di Centola alla frazione Palinuro (nella zona del "Capo"), a 185 metri s.l.m. e alle coordinate geografiche 40°01′31.06″N 15°16′50.71″E.
Oltre a rilevare i dati relativi allo stato del cielo (nuvolosità in chiaro) e a temperatura, precipitazioni, pressione atmosferica con valore normalizzato al livello del mare, umidità relativa, eliofania, direzione e velocità del vento, la stazione è collegata ad una boa situata nell'antistante settore est del Mar Tirreno centrale, grazie alla quale è possibile osservare lo stato del mare, l'altezza dell'onda marina, la direzione dell'onda stessa, oltre alla lunghezza e all'altezza dell'onda morta (onda non più soggetta all'azione diretta del vento).
I messaggi sinottici SYNOP e i messaggi di osservazione aeronautica METAR vengono trasmessi di regola 24 ore su 24, esattamente al cinquantacinquesimo minuto di ogni ora; il messaggio statistico giornaliero SYREP viene emesso nel corso della mattina e si riferisce ai dati rilevati nel corso della giornata precedente. Eventuali messaggi di osservazione speciale SPECI vengono emessi straordinariamente tra le varie osservazioni, nel caso in cui le condizioni meteorologiche subiscano improvvisi cambiamenti da essere segnalati per motivi di sicurezza ai fini dell'assistenza alla navigazione aerea.
La capannina, con pareti a doppia persiana di colore bianco ed apertura rivolta a settentrione, contiene la strumentazione ed è ubicata a dovuta distanza dalla struttura architettonica dell'osservatorio, ad altezza dal fondo erboso prevista dalle norme WMO.
Il piranografo e l'eliofanografo si trovano invece presso il complesso dell'osservatorio.

## Medie climatiche ufficiali

### Dati climatologici 1971-2000
In base alle medie climatiche del periodo 1971-2000, le più recenti in uso, la temperatura media del mese più freddo, febbraio, è di +10,3 °C, mentre quella del mese più caldo, agosto, è di +25,1 °C; mediamente si contano zero giorni di gelo all'anno e 18 giorni con temperatura massima uguale o superiore ai +30 °C. I valori estremi di temperatura registrati nel medesimo trentennio sono i -0,8 °C del gennaio 1985 e i +38,4 °C del luglio 1988.
Le precipitazioni medie annue si attestano a 730 mm, mediamente distribuite in 79 giorni di pioggia, con minimo in estate e picco massimo in autunno-inverno.
L'umidità relativa media annua fa registrare il valore di 70,9 % con minimi di 69 % a novembre e a dicembre e massimo di 73 % ad agosto; mediamente si conta un giorno di nebbia all'anno.
Di seguito è riportata la tabella con le medie climatiche e i valori massimi e minimi assoluti registrati nel trantennio 1971-2000 e pubblicati nell'Atlante Climatico d'Italia del Servizio Meteorologico dell'Aeronautica Militare relativo al medesimo trentennio.
| Capo Palinuro (1971-2000)       | Mesi        | Mesi        | Mesi        | Mesi        | Mesi        | Mesi        | Mesi        | Mesi        | Mesi        | Mesi        | Mesi        | Mesi        | Stagioni | Stagioni | Stagioni | Stagioni | Anno  |
| Capo Palinuro (1971-2000)       | Gen         | Feb         | Mar         | Apr         | Mag         | Giu         | Lug         | Ago         | Set         | Ott         | Nov         | Dic         | Inv      | Pri      | Est      | Aut      | Anno  |
| ------------------------------- | ----------- | ----------- | ----------- | ----------- | ----------- | ----------- | ----------- | ----------- | ----------- | ----------- | ----------- | ----------- | -------- | -------- | -------- | -------- | ----- |
| T. max. media (°C)              | 13,3        | 13,3        | 14,9        | 17,2        | 21,5        | 25,5        | 28,3        | 28,9        | 26,0        | 21,9        | 17,4        | 14,4        | 13,7     | 17,9     | 27,6     | 21,8     | 20,2  |
| T. min. media (°C)              | 7,8         | 7,2         | 8,5         | 10,4        | 14,3        | 17,9        | 20,6        | 21,2        | 18,5        | 15,3        | 11,4        | 8,9         | 8,0      | 11,1     | 19,9     | 15,1     | 13,5  |
| T. max. assoluta (°C)           | 19,6 (1994) | 23,4 (1977) | 26,2 (1994) | 28,4 (1971) | 33,4 (1973) | 36,4 (1982) | 38,4 (1988) | 37,6 (1999) | 34,0 (1994) | 30,8 (1990) | 27,4 (1992) | 22,8 (1989) | 23,4     | 33,4     | 38,4     | 34,0     | 38,4  |
| T. min. assoluta (°C)           | −0,8 (1985) | −0,2 (1983) | −0,4 (1987) | 3,8 (1973)  | 8,0 (1992)  | 11,4 (1976) | 14,6 (1978) | 13,4 (1977) | 9,2 (1977)  | 6,0 (1997)  | 2,4 (1981)  | 0,4 (1980)  | −0,8     | −0,4     | 11,4     | 2,4      | −0,8  |
| Giorni di calura (Tmax ≥ 30 °C) | 0           | 0           | 0           | 0           | 0           | 2           | 6           | 9           | 1           | 0           | 0           | 0           | 0        | 0        | 17       | 1        | 18    |
| Giorni di gelo (Tmin ≤ 0 °C)    | 0           | 0           | 0           | 0           | 0           | 0           | 0           | 0           | 0           | 0           | 0           | 0           | 0        | 0        | 0        | 0        | 0     |
| Precipitazioni (mm)             | 77,4        | 83,1        | 65,5        | 67,8        | 36,7        | 15,4        | 13,6        | 22,0        | 62,3        | 91,9        | 111,0       | 83,0        | 243,5    | 170,0    | 51,0     | 265,2    | 729,7 |
| Giorni di pioggia               | 9           | 9           | 8           | 8           | 5           | 2           | 2           | 3           | 5           | 8           | 10          | 10          | 28       | 21       | 7        | 23       | 79    |
| Giorni di nebbia                | 0           | 0           | 0           | 0           | 0           | 0           | 1           | 0           | 0           | 0           | 0           | 0           | 0        | 0        | 1        | 0        | 1     |
| Umidità relativa media (%)      | 72          | 70          | 71          | 71          | 72          | 71          | 72          | 73          | 71          | 70          | 69          | 69          | 70,3     | 71,3     | 72       | 70       | 70,9  |

### Dati climatologici 1961-1990
In base alla media trentennale di riferimento 1961-1990, ancora in uso per l'Organizzazione meteorologica mondiale e definita Climate Normal (CLINO), la temperatura media del mese più freddo, febbraio, si attesta attorno ai +10 °C; quella dei mesi più caldi, luglio e agosto, è di circa +24,5 °C; mediamente, si conta un solo giorno di gelo all'anno. Nel medesimo trentennio, la temperatura minima assoluta ha toccato i -2,8 °C nel gennaio 1968 (media delle minime assolute annue di +0,8 °C), mentre la massima assoluta ha fatto registrare i +38,4 °C nel luglio 1988 (media delle massime assolute annue di +33,3 °C).
La nuvolosità media annua si attesta a 3,5 okta, con minimo di 1,5 okta a luglio e massimi di 4,6 okta a febbraio, a marzo e a dicembre.
Le precipitazioni medie annue sono di 790 mm, distribuite mediamente in 86 giorni, con un minimo estivo ed un picco in autunno-inverno.
L'umidità relativa media annua fa registrare il valore di 72,6% con minimi di 71% a febbraio, ad aprile, a novembre e a dicembre e massimi di 74% a gennaio, a giugno e a settembre.
L'eliofania assoluta media annua si attesta a 7 ore giornaliere, con massimo di 10,8 ore giornaliere a luglio e minimo di 3,8 ore giornaliere a dicembre.
La pressione atmosferica media annua normalizzata al livello del mare è di 1015,4 hPa, con massimi di 1017 hPa a settembre e ad ottobre e minimo di 1013 hPa a dicembre.
Il vento presenta una velocità media annua di 4,5 m/s, con minimi di 3,9 m/s a giugno, a luglio e ad agosto e massimo di 5,4 m/s a dicembre; la direzione prevalente è di tramontana durante tutto l'anno, anche se nei mesi estivi avviene generalmente la rotazione a brezza di mare nelle ore più calde della giornata.
| Capo Palinuro (1961-1990)                            | Mesi        | Mesi        | Mesi        | Mesi        | Mesi        | Mesi        | Mesi        | Mesi        | Mesi        | Mesi        | Mesi        | Mesi        | Stagioni | Stagioni | Stagioni | Stagioni | Anno    |
| Capo Palinuro (1961-1990)                            | Gen         | Feb         | Mar         | Apr         | Mag         | Giu         | Lug         | Ago         | Set         | Ott         | Nov         | Dic         | Inv      | Pri      | Est      | Aut      | Anno    |
| ---------------------------------------------------- | ----------- | ----------- | ----------- | ----------- | ----------- | ----------- | ----------- | ----------- | ----------- | ----------- | ----------- | ----------- | -------- | -------- | -------- | -------- | ------- |
| T. max. media (°C)                                   | 12,8        | 12,9        | 14,5        | 17,2        | 21,2        | 24,9        | 28,0        | 28,3        | 25,7        | 21,7        | 17,3        | 14,1        | 13,3     | 17,6     | 27,1     | 21,6     | 19,9    |
| T. min. media (°C)                                   | 7,6         | 7,2         | 8,5         | 10,8        | 14,3        | 17,7        | 20,5        | 20,8        | 18,6        | 15,4        | 11,7        | 8,9         | 7,9      | 11,2     | 19,7     | 15,2     | 13,5    |
| T. max. assoluta (°C)                                | 23,1 (1962) | 23,4 (1977) | 24,4 (1981) | 28,4 (1971) | 33,4 (1973) | 36,4 (1982) | 38,4 (1988) | 36,4 (1963) | 33,2 (1975) | 30,8 (1990) | 26,1 (1961) | 22,8 (1989) | 23,4     | 33,4     | 38,4     | 33,2     | 38,4    |
| T. min. assoluta (°C)                                | −2,8 (1968) | −0,2 (1983) | −0,9 (1963) | 3,8 (1973)  | 6,0 (1970)  | 10,9 (1962) | 13,4 (1969) | 13,4 (1977) | 9,2 (1977)  | 6,0 (1974)  | 2,4 (1981)  | −1,5 (1961) | −2,8     | −0,9     | 10,9     | 2,4      | −2,8    |
| Giorni di gelo (Tmin ≤ 0 °C)                         | 1           | 0           | 0           | 0           | 0           | 0           | 0           | 0           | 0           | 0           | 0           | 0           | 1        | 0        | 0        | 0        | 1       |
| Nuvolosità (okta al giorno)                          | 4,5         | 4,6         | 4,6         | 4,4         | 3,6         | 2,7         | 1,5         | 1,8         | 2,6         | 3,4         | 4,1         | 4,6         | 4,6      | 4,2      | 2,0      | 3,4      | 3,5     |
| Precipitazioni (mm)                                  | 95,0        | 84,5        | 72,7        | 57,2        | 40,4        | 22,3        | 14,0        | 22,3        | 60,1        | 101,6       | 112,9       | 106,8       | 286,3    | 170,3    | 58,6     | 274,6    | 789,8   |
| Giorni di pioggia                                    | 11          | 10          | 9           | 8           | 5           | 3           | 2           | 3           | 5           | 8           | 11          | 11          | 32       | 22       | 8        | 24       | 86      |
| Umidità relativa media (%)                           | 74          | 71          | 73          | 71          | 73          | 74          | 73          | 73          | 74          | 73          | 71          | 71          | 72       | 72,3     | 73,3     | 72,7     | 72,6    |
| Eliofania assoluta (ore al giorno)                   | 4,1         | 4,7         | 5,5         | 6,7         | 8,4         | 9,7         | 10,8        | 10,3        | 8,5         | 6,5         | 4,9         | 3,8         | 4,2      | 6,9      | 10,3     | 6,6      | 7,0     |
| Radiazione solare globale media (centesimi di MJ/m²) | 700         | 974         | 1 357       | 1 811       | 2 206       | 2 403       | 2 503       | 2 246       | 1 784       | 1 258       | 810         | 609         | 2 283    | 5 374    | 7 152    | 3 852    | 18 661  |
| Pressione a 0 metri s.l.m. (hPa)                     | 1 016       | 1 015       | 1 015       | 1 014       | 1 015       | 1 016       | 1 016       | 1 015       | 1 017       | 1 017       | 1 016       | 1 013       | 1 014,7  | 1 014,7  | 1 015,7  | 1 016,7  | 1 015,4 |
| Vento (direzione-m/s)                                | N 5,0       | N 5,2       | N 4,8       | N 4,4       | N 4,1       | N 3,9       | N 3,9       | N 3,9       | N 4,0       | N 4,5       | N 5,0       | N 5,4       | 5,2      | 4,4      | 3,9      | 4,5      | 4,5     |

### Dati climatologici 1951-1980
In base alle medie climatiche del periodo 1951-1980, la temperatura media del mese più caldo, agosto, si attesta a +24,5 °C, mentre la temperatura media del mese più freddo, gennaio, fa registrare il valore di +10,1 °C.
Nel trentennio esaminato, la temperatura massima più elevata di +37,2 °C risale all'agosto 1951, mentre la temperatura minima più bassa di -3,3 °C fu registrata nel gennaio 1954.
| Capo Palinuro (1951-1980) | Mesi        | Mesi        | Mesi        | Mesi        | Mesi        | Mesi        | Mesi        | Mesi        | Mesi        | Mesi        | Mesi        | Mesi        | Stagioni | Stagioni | Stagioni | Stagioni | Anno |
| Capo Palinuro (1951-1980) | Gen         | Feb         | Mar         | Apr         | Mag         | Giu         | Lug         | Ago         | Set         | Ott         | Nov         | Dic         | Inv      | Pri      | Est      | Aut      | Anno |
| ------------------------- | ----------- | ----------- | ----------- | ----------- | ----------- | ----------- | ----------- | ----------- | ----------- | ----------- | ----------- | ----------- | -------- | -------- | -------- | -------- | ---- |
| T. max. media (°C)        | 12,7        | 13,0        | 14,6        | 17,1        | 21,1        | 25,1        | 27,8        | 28,2        | 25,6        | 21,4        | 17,3        | 14,3        | 13,3     | 17,6     | 27,0     | 21,4     | 19,9 |
| T. min. media (°C)        | 7,5         | 7,5         | 8,7         | 10,7        | 14,3        | 17,8        | 20,2        | 20,7        | 18,5        | 15,1        | 11,7        | 9,1         | 8,0      | 11,2     | 19,6     | 15,1     | 13,5 |
| T. max. assoluta (°C)     | 23,1 (1962) | 23,4 (1977) | 27,2 (1952) | 28,4 (1971) | 33,4 (1973) | 34,8 (1957) | 35,6 (1970) | 37,2 (1951) | 33,2 (1975) | 30,4 (1976) | 26,1 (1961) | 22,7 (1953) | 23,4     | 33,4     | 37,2     | 33,2     | 37,2 |
| T. min. assoluta (°C)     | −3,3 (1954) | −2,0 (1956) | −2,4 (1952) | 1,4 (1956)  | 6,0 (1970)  | 9,5 (1956)  | 12,8 (1965) | 13,4 (1977) | 9,2 (1977)  | 6,0 (1954)  | 2,6 (1955)  | −1,5 (1961) | −3,3     | −2,4     | 9,5      | 2,6      | −3,3 |

## Valori estremi

### Temperature estreme mensili dal 1946 ad oggi
Nella tabella sottostante sono riportate le temperature massime e minime assolute mensili, stagionali ed annuali dal 1946 ad oggi, con il relativo anno in cui si queste si sono registrate. La massima assoluta del periodo esaminato di +39,6 °C del luglio 2007, mentre la minima assoluta di -3,3 °C risale al gennaio 1954.
| Capo Palinuro (1946-2023) | Mesi        | Mesi        | Mesi        | Mesi        | Mesi        | Mesi        | Mesi        | Mesi        | Mesi        | Mesi        | Mesi        | Mesi        | Stagioni | Stagioni | Stagioni | Stagioni | Anno |
| Capo Palinuro (1946-2023) | Gen         | Feb         | Mar         | Apr         | Mag         | Giu         | Lug         | Ago         | Set         | Ott         | Nov         | Dic         | Inv      | Pri      | Est      | Aut      | Anno |
| ------------------------- | ----------- | ----------- | ----------- | ----------- | ----------- | ----------- | ----------- | ----------- | ----------- | ----------- | ----------- | ----------- | -------- | -------- | -------- | -------- | ---- |
| T. max. assoluta (°C)     | 23,1 (1962) | 23,4 (1977) | 27,2 (1952) | 30,2 (2013) | 34,4 (2006) | 38,0 (2007) | 39,6 (2007) | 39,0 (2007) | 34,6 (2015) | 30,8 (1990) | 28,0 (2004) | 23,2 (2014) | 23,4     | 34,4     | 39,6     | 34,6     | 39,6 |
| T. min. assoluta (°C)     | −3,3 (1954) | −2,0 (1956) | −2,4 (1952) | 1,2 (2003)  | 6,0 (1970)  | 9,5 (1956)  | 13,4 (1948) | 13,2 (2002) | 9,2 (1977)  | 4,8 (2007)  | 2,4 (1981)  | −1,5 (1961) | −3,3     | −2,4     | 9,5      | 2,4      | −3,3 |